# Пелоп (царь Спарты)
Пело́п (др.-греч. Πέλοψ) — царь Спарты из рода Еврипонтидов, правивший в 212—200 годах до н. э.
Пелоп был сыном царя Ликурга. Малолетний Пелоп царствовал лишь номинально, сначала — под опекой тирана Маханида (212—207 годы до н. э.). Маханид погиб в битве с ахейцами при Мантинее, и опекунство перешло к узурпатору Набису, который в 200 году до н. э. окончательно сверг Пелопа и сам принял верховную власть.